# Stylochidae
Famille
Les Stylochidae sont une famille de vers plats marins, de la super-famille des Stylochoidea (sous-ordre des Acotylea, ordre des Polycladida).

## Systématique

### Famille des Stylochidae
Le nom valide complet (avec auteur) de ce taxon est Stylochidae Stimpson, 1857.
Stylochidae a pour synonymes les sous-familles suivantes, issues de la classification de Prudhoe (1985) :
- sous-famille Cryptophallinae Bresslau, 1933
- sous-famille Enterogoninae Bresslau, 1933
- sous-famille Idioplaninae Bresslau, 1933
- sous-famille Stylochinae Laidlaw, 1903

### Genres de Stylochidae
Selon la base de données World Register of Marine Species (18 novembre 2023), la famille des Stylochidae regroupe les genres suivants :
- genre Cryptostylochus Faubel, 1983
- genre Kataria Faubel, 1983
- genre Leptostylochus Bock, 1925
- genre Mirostylochus Kato, 1937
- genre Pseudidioplana Prudhoe, 1989
- genre Stylochus Ehrenberg, 1831

Synonymes, reclassements
- le genre Distylochus Faubel, 1983 est reclassé comme sous-genre Stylochus (Distylochus) Faubel, 1983
- le genre Eustylochus Verrill, 1892 est accepté comme Stylochopsis Stimpson, 1857
- le genre Imogine Girard, 1853 est accepté comme Imogine Marcus & Marcus, 1968, synonyme de Stylochus Ehrenberg, 1831
- le genre Imogine Marcus & Marcus, 1968 est synonyme de Stylochus Ehrenberg, 1831
- le genre Planoceropsis Verrill, 1893 est accepté comme Imogine Marcus & Marcus, 1968, synonyme de Stylochus Ehrenberg, 1831
- le genre Stylochopsis Stimpson, 1857 est supprimé